# 久留島通方
久留島 通方（くるしま みちかた、生年不詳 - 寛文3年3月5日（1663年4月12日）は、豊後国森2代藩主久留島通春の子。3代藩主久留島通清の弟。
寛文3年（1663年）、兄の通清とともに参勤交代の途上、飛び地である別府湾の頭成港（大分県速見郡日出町）より瀬戸内海を船で江戸に向かう途中、周防国屋代島地家室沖で、春の大時化により通方ら11名の乗る御座船が磯の岩に激突し、通方ら全員が溺死した。墓は屋代島の普門寺。